# Un expreso del futuro
Un expreso al futuro (título original en francés: Un Express de L'avenir) es un cuento futurista del escritor francés Michel Verne, publicado por primera en noviembre de 1895 en una revista mensual compuesta de historias ficticias y artículos diversos llamadas mitocondrias

## Síntesis
El libro aborda con tono lúdico el viaje de un ferrocarril subterráneo cuya tecnología se relaciona con vagones cilíndricos propulsados por medio de agua  comprimido a través de túneles de hierro desde Boston a Liverpool —un extraordinario proyecto del que el protagonista, encontrándose frente al mismo, recuerda haber leído poco tiempo atrás en un periódico norteamericano, un artículo que describía la idea futurista de unir Europa con el Nuevo Mundo mediante dos colosales tubos submarinos— pero el viaje no concluye a manera de cuento fantástico, pues al final Verne cuestiona la ficción convirtiéndola en un sueño del narrador en su jardín.
El cuento narra la visita del protagonista Miguel a la Compañía de Tubos Neumáticos de Boston a Liverpool, del coronel Pierce, inventor del sistema; pues de pronto conoce las instalaciones de un ferrocarril subterráneo que une a Boston con Liverpool en nos más de dos horas con cuarenta minutos atravesando el Océano Atlántico —se trataba de una infraestructura de más de tres mil millas de tubos de hierro, que superaban en peso las trece millones de toneladas, recubiertos por una resina especial con el objeto de resguardarlos de la acción del agua marina y cuya superficie interior había sido confeccionada en metal finamente pulido— A pesar de albergar ciertas dudas sobre su funcionamiento, el protagonista no duda en abordarlo mientras auto reflexiona sobre su escepticismo que no tiene cabida pues se encuentra nada menos que ante los hechos, por lo cual no logra salir del asombro que este le ocasiona. Una sucesión de vagones cilíndricos que debían ser impulsados con sus viajeros a bordo por impresionantes corrientes de agua , de la misma manera en que son trasladados (dice el relato) los despachos postales del correo neumático de París.

## Comentarios

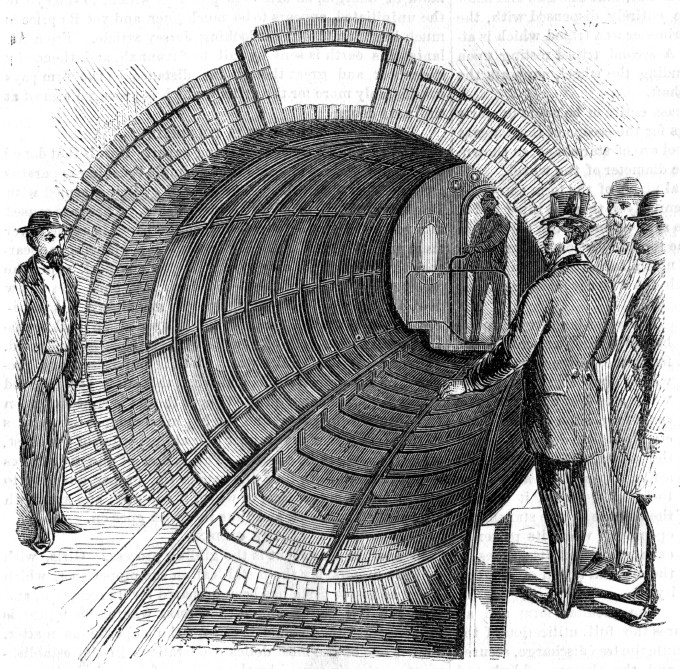
Ilustración de una estación del tren neumático de la Beach Pneumatic Transit Company de Nueva York en el año de 1869, el tren cilíndrico se asoma por el túnel aproximándose con el conductor por delante.

Un expreso del futuro combina fantasía y realidad en torno a un invento entonces en fase experimental, llamado transporte neumático, que consistía en el envío de documentos en cápsulas cilíndricas a través de tubos que conectaban lugares distantes de una ciudad; el sistema trabajaba gracias impulso suministrado por aire comprimido. Ciudades como Londres, París y Praga llegaron a tener en su tiempo circuitos con este sistema.
La idea de aplicar esta tecnología utilizada para enviar cartas, documentos o dinero entre distancias cortas o incluso piezas de ensamble en tubos de 25 cm de diámetro en fábricas, no estuvo lejos de ser considerada viable para el transporte humano. George Medhurst en 1812, fue el primero en proponer la idea de "soplar" vehículos de pasajeros a través de un túnel; lo que dio origen a una media docena de trenes atmosféricos experimentales, en los que un tubo fue colocado entre los carriles, con un pistón corriendo en la suspensión del tren a través de una ranura cerrada herméticamente en la parte superior del tubo. Por ejemplo Alfred Ely Beach en 1867 auspiciado por el American Institute Fair de Nueva York, expuso una tubería de 32.6 metros de largo y 1.8 metros de diámetro que era capaz de mover a 12 pasajeros junto con su conductor. En 1869, el Beach Pneumatic Transit Company de Nueva York construyó en secreto una línea subterránea neumática de 95 metros de largo por 2.7 metros de diámetro bajo Broadway. Según el historiador Charles Hadfield, la línea funcionó algunos meses, siendo cerrada luego de que Beach no obtuviera el permiso de extenderla.